# شهرستان ژولیت
شهرستان ژولیت (به انگلیسی: Joliette Regional County Municipality) یک منطقهٔ مسکونی در کانادا است که در ناحیه لانودییر واقع شده‌است. شهرستان ژولیت ۴۲۴٫۲۰ کیلومتر مربع مساحت و ۶۳٬۵۵۱ نفر جمعیت دارد.